# Gracemont
Gracemont är en ort (town) i Caddo County i delstaten Oklahoma i USA. Orten hade 279 invånare, på en yta av 0,43 km² (2020).

## Kända personer födda i Gracemont
- Harry Teague, politiker